# Prescottia montana
Prescottia montana är en orkidéart som beskrevs av João Barbosa Rodrigues. Prescottia montana ingår i släktet Prescottia och familjen orkidéer. Inga underarter finns listade i Catalogue of Life.